# Dick Tracy contre Cueball
Pour les articles homonymes, voir Dick Tracy.
Pour plus de détails, voir Fiche technique et Distribution.
Dick Tracy contre Cueball est un film américain réalisé par Gordon Douglas, sorti en 1946.

## Synopsis
Cueball, un ex-detenu assassine un vendeur de bijoux et lui vole son plus précieux diamant sur un paquebot. Dick Tracy et son adjoint Pat Patton sont appelés sur les lieux. Ils se rendent chez le patron du vendeur qui n'était au courant de rien. Pendant ce temps, Cueball qui veut à tour prix récupérer l'argent de la vente pour quitter le pays commence à accumuler les cadavres autour de lui. La police lance une chasse à l'homme pour l'arrêter. La fiancée de Tracy, Tess Trueheart va servir d'appât en se faisant passer pour une riche collectionneuse...

## Fiche technique
- Titre original : Dick Tracy vs. Cueball
- Titre français : Dick Tracy contre Cueball
- Réalisation : Gordon Douglas
- Scénario : Dane Lussier et Robert E. Kent d'après une histoire originale de Luci Ward, inspirée de la bande dessinée éponyme de Chester Gould
- Musique : Paul Sawtell
- Directeur de la photographie : George E. Diskant
- Directeurs artistiques : Lucius O. Croxton et Albert S. D'Agostino
- Décors de plateau : Darrell Silvera et Shelby Willis
- Montage : Philip Martin
- Producteurs : Herman Schlom et Sid Rogell (exécutif)
- Société de production et de distribution : RKO Pictures
- Genre : Film policier
- Noir et blanc - 62 min
- Date de sortie :
  - États-Unis : 18 décembre 1946

## Distribution
- Morgan Conway : Dick Tracy
- Anne Jeffreys : Tess Trueheart
- Dick Wessel : Cueball
- Rita Corday : Mona Clyde
- Lyle Latell :  Pat Patton
- Joseph Crehan : Le chef Brandon
- Jimmy Crane : Junior
- Ian Keith : Vitamin Flintheart
- Douglas Walton : Percival Priceless
- Esther Howard : Filthy Flora
- Byron Foulger : Simon Little
- Milton Parsons : Higby
- Skelton Knaggs : Rudolph

## Quadrilogie Dick Tracy
- Quatre films ont été produits sur le personnage par la RKO :

- 1945 : Dick Tracy
- 1946 : Dick Tracy contre Cueball
- 1947 : Dick Tracy contre le gang
- 1947 : Dick Tracy contre La Griffe